# Превъртенец
Превъртенец (изписване до 1945 година: Прѣвъртенецъ, на гръцки: Δελικλή Καγιά, Деликли Кая) е бивше село в Егейска Македония, Гърция, част от дем Въртокоп (Скидра), в административна област Централна Македония.

## География
Превъртенец е разположено на 10 km северно от демовия център Въртокоп (Скидра), в непосредствена близост до Върбени, южно от реката Гениз дере.

## История

### В Османската империя
В XIX век Превъртенец е малко българско село във Воденска каза на Османската империя. В „Етнография на вилаетите Адрианопол, Монастир и Салоника“, издадена в Константинопол в 1878 година и отразяваща статистиката на населението от 1873 година, Привиртенец (Privirténetz) е посочено като село във Воденска каза с 63 къщи и 244 жители българи. Според статистиката на Васил Кънчов („Македония. Етнография и статистика“) в 1900 Прѣвъртенецъ има 54 жители българи.
По данни на секретаря на Българската екзархия Димитър Мишев („La Macédoine et sa Population Chrétienne“) в 1905 година в Приварянец (Privarjanetz) има 30 жители власи.

### В Гърция
През Балканската война в селото влизат гръцки войски и след Междусъюзическата Превъртенец остава в Гърция. Българските му жители се заселват в Цакони и в селото остават само скотовъдци номади.
| Година    | 1913 | 1920 | 1928 | 1940 | 1951 | 1961 | 1971 | 1981 | 1991 | 2001 | 2011 | 2021 |
| --------- | ---- | ---- | ---- | ---- | ---- | ---- | ---- | ---- | ---- | ---- | ---- | ---- |
| Население | 55   | 1    |      |      |      |      |      |      |      |      |      |      |